# كاشنو
 کاشنو  قرية صغيرة تتبع ناحية كوخرد  (بالفارسية: بخش كوخرد)  من
توابع مدينة بستك وتقع في محافظة هرمزگان في جنوب غرب إيران. نقع هذه القرية أسفل هضبة كاشنو.

## السكان
يبلغ عدد سكان هذه القرية حسب تعداد السكان لعام 2006 للميلاد، (35) نسمة تشكل (5) عائلة، من أهل السنة والجماعة وعلى المذهب الشافعي. يتكلمون الفارسية باللهجة المحلية.

## منهة السكان
يمتهن سكان هذه القرية بمهنة تربية المواشي والأغنام، والجمال. بالإضافة إلى تربية المواشي والجمال كذلك يستفيدون من أشجار الجبال المحيطة بهم لجلب الحطب وكذلك الأعشاب الطبية الموجودة على سفح الجبل وبيعها في القرى المجاورة لهم.

## وصلات خارجية
- التقسيمات الادارية لمحافظة هرمزگان
- التقسيمات الادارية لمحافظة هرمزگان (بلده كوخرد)